# 埃爾布湖
51°11′01″N 6°54′19″E / 51.18362°N 6.90516°E

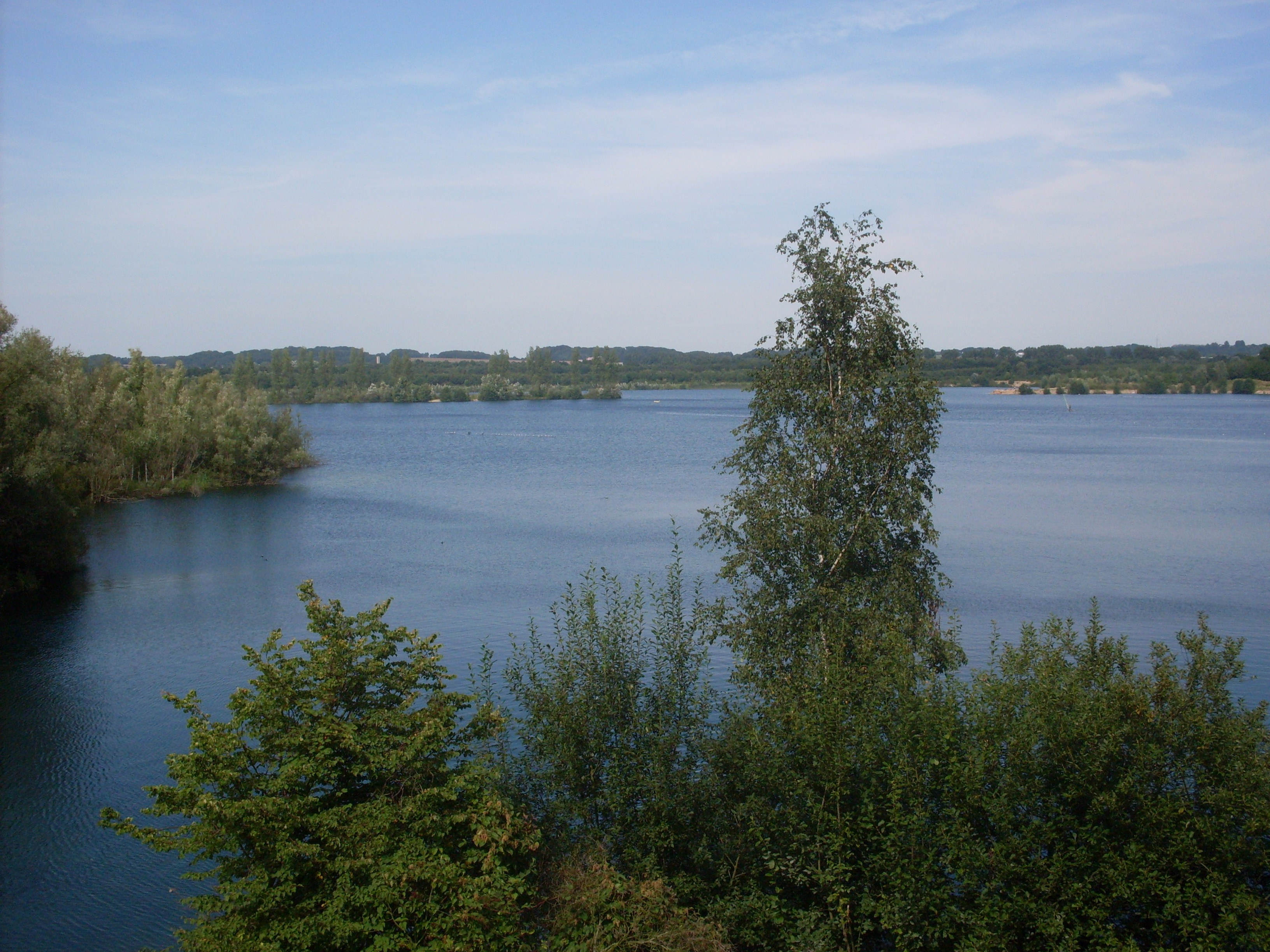

埃爾布湖（德語：Elbsee），是德國的湖泊，位於該國西部，由北萊茵-威斯特法倫州負責管轄，處於希爾登市郊，該湖泊面積0.89平方公里，最大水深22米。